# كمرة رابطة

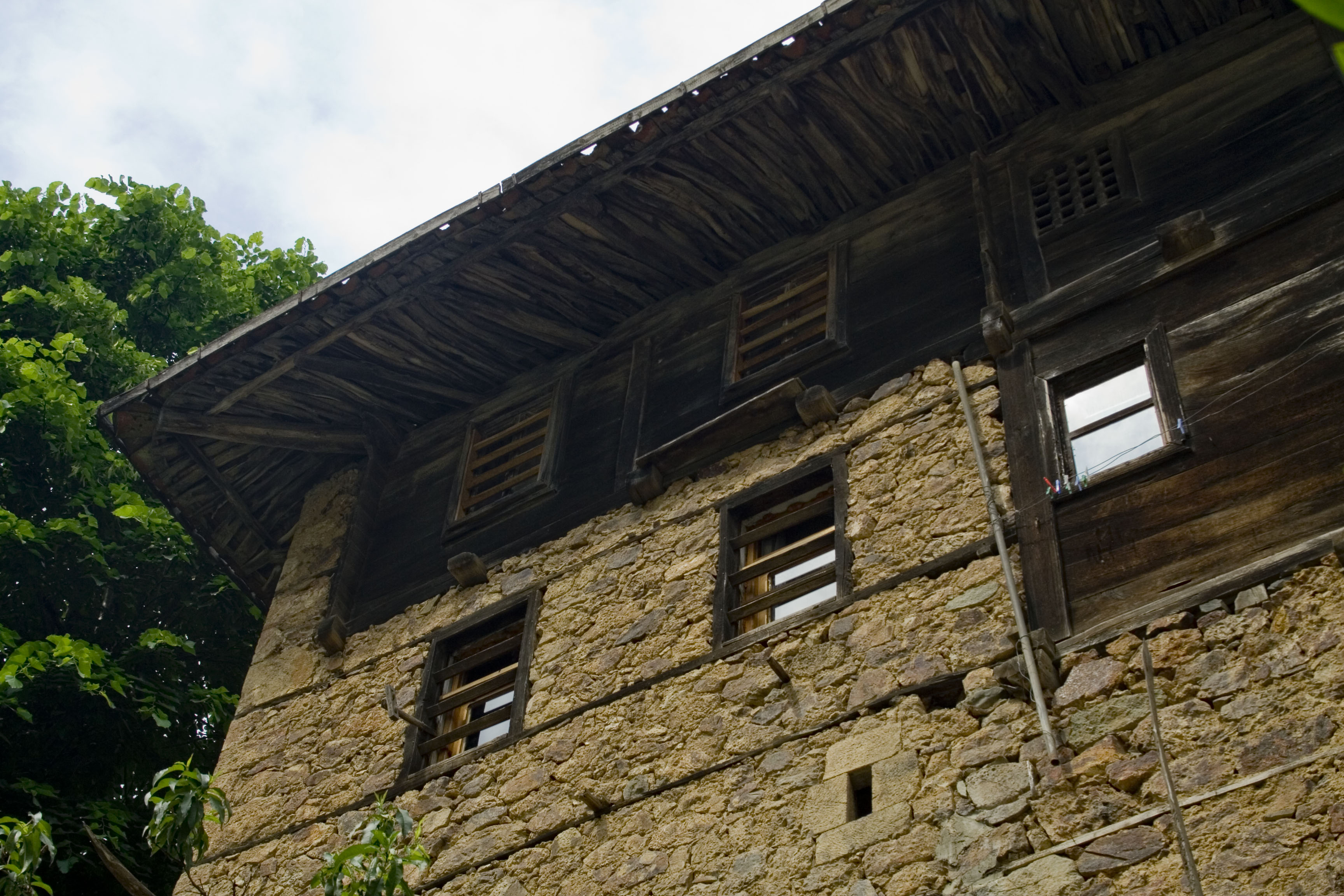
كمرات رابطة في بيت قديم من الضخر.

الكمرة الرابطة هي عنصر إنشائي أفقي، تكون موجودة عادةً مغروسة في حائط الطوب، فهي تحمل هذا الحائط. تكون هذه الكمرة خرسانه مسلحة أو مصنوعة من ترويب، تربط المنشأ أفقياً، وتكون متشابكة مع التسليح الرأسي من الأعمدة.
تكون الكمرة بجانب حائط حر، وهي تعمل على تثبيت الأرضية أو السقف.